# 網代岩二郎
網代 岩二郎（あじろ いわじろう、1852年8月27日〈嘉永5年7月13日〉 - 1914年〈大正3年〉9月11日）は、日本の政治家、弁護士、公証人（鳥取地方裁判所所属）。族籍は鳥取県平民。

## 人物
1882年、代言人免許を得る。町村制実施以来選ばれて米子町会議員、学務委員、名誉職助役等米子町公職をつとめた。1909年、公証人に任ぜられ、鳥取地方裁判所所属及び元公証人但見順八郎の後任として事務取扱を命ぜられる。
1922年、米子町功労者旌表規定により町会の決議を経て功労章及び銀盃一箇を贈られ、その功労を表彰される。住所は鳥取県西伯郡米子町大字法勝寺町（現・米子市法勝寺町）、同町大字西町（現・米子市西町）。